# Antonio Sacchini

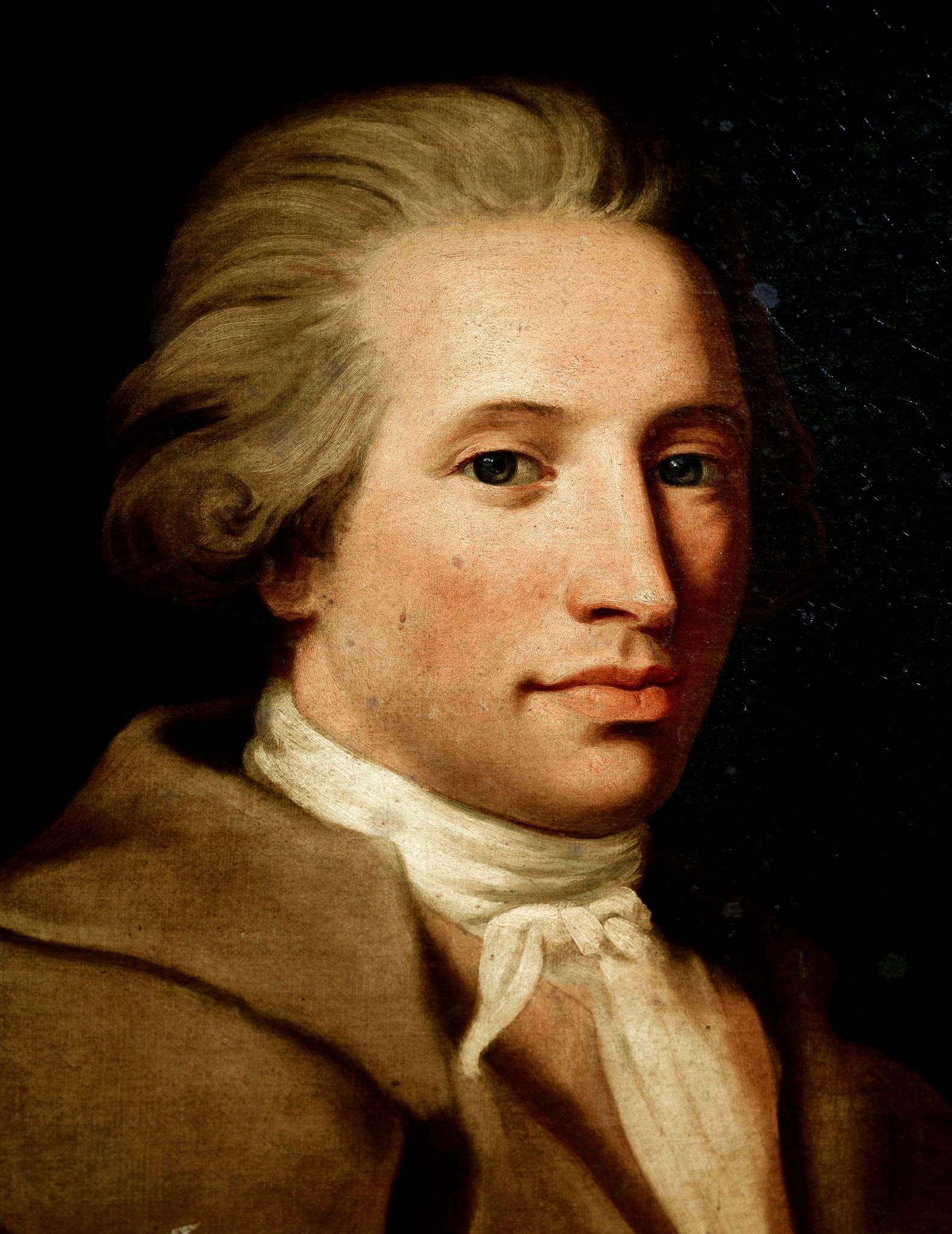
Antonio Sacchini

Antonio Maria Gaspare Gioacchino Sacchini (Florence, 14 juni 1730- Parijs, 6 oktober 1786), was een Italiaans componist. 

## Biografie
Als zoon van een kok, die zijn werkgever de infante Don Carlos naar Napels volgde, werd hij, vanwege zijn zangkwaliteit, onder de hoede genomen van Durante, zodat hij kon studeren aan het Conservatorio di Santa Maria di Loreto in Napels, naast onderricht in compositie van Francesco Durante en Niccolò Piccinni, bekwaamde hij zich in het bespelen van de viool bij Nicola Fiorenza.
Zijn eerste werk het intermezzo Fra Donato (1756), componeerde hij voor het theater van het conservatorium, gevolgd door zijn volgende werk Il giocatore (Napels, 1757) waarmee zijn reputatie in Napels gevestigd was.
In 1758 werd hij aangesteld als onbezoldigd maestro di capello straordinario aan het Conservatorio di Santa Maria di Loreto en in 1761 werd hij secondo maestro (tweede kapelmeester), datzelfde jaar had zijn opera Andromaca de première in het Theatro San Carlo. 
In 1762 verkaste hij naar Padua en Venetië vanwege het succes van zijn jongste opera's, waardoor het hem tevens mogelijk was zijn verplichtingen in Napels op te geven.
In 1768 werd hij benoemd tot directeur van het Conservatorio dell'Ospedaletto in Venetië, waar hij tevens naam kreeg als zangpedagoog, met onder anderen Nancy Storage als een van zijn bekendste leerlingen.
Terwijl zijn internationale reputatie toenam, hij onder andere in Stuttgart en München verbleef om de uitvoering van zijn werken te begeleiden, verkaste hij in 1772 voor het komende decennium naar Londen, waar onder andere zijn opera's Tamerlano, Lucio Vero, Nitelli e Perseo en Il Gran Cid in première gingen.
Vanaf 1783, verbleef hij in Parijs, aanbevolen door keizer Jozef II, waar hij, hoewel hij de persoonlijke bescherming genoot van koningin Marie Antoinette, met zijn opera's niet meer die successen boekte, dat hij gewend was.
Desalniettemin componeerde hij in deze periode zijn meest bekende werk Oedipe a Colone 1786.

### Opera's
- Fra Donato (Napels, 1756)
- Il giocatore (Napels, 1757)
- Olimpia tradita (Napels, 1758)
- Il copista burlato (Napels, 1759)
- Il testaccio (Rome, 1760)
- I due fratelli beffati (Napels, 1760)
- Andromeca (Napels, 1761)
- La finta contessa (Rome, 1761)
- Li due bari (Napels, 1762)
- L'amore in campo (Rome, 1762)
- Alessandro Severo (Venetië, 1763)
- Alessandro nell'Indie (Venetië, 1763)
- Olimpiade (Padua, 1763)
- Semiramide riconosciuta (Rome, 1764)
- Eumene (Florence, 1764)
- Il gran Cidde (Rome, 1764)
- Lucio Vero (Napels, 1764)
- Il finto pazzo per amore (Rome, 1765)
- L'isola d'amore (Rome, 1766)
- Le contadine bizzarre (Milan, 1766)
- Artaserse (Rome, 1768)
- Nicoraste (Venetië, 1769)
- Scipione in Cartagena (München, 1770)
- L'eroe cinese (München, 1770)
- Adriano in Siria (Venetië, 1770)
- Ezio (Napels, 1771)
- Vologeso (Parma, 1772)
- Tamerlano (Londen, 1773)
- Il Cid (Londen, 1773)
- Perseo (Londen, 1774)
- Nitteti (London, 1774)
- Montezuma (Londen, 1775)
- Didone abbandonata (Londen, 1775)
- Erifile (Londen, 1778)
- L'amore soldato (Londen, 1778)
- Enea e Lavinia (Londen, 1779)
- Mitridate (Londen, 1781)
- Renaud (Parijs, 1783) - libretto: Simon-Joseph Pellegrin, Jean-Joseph Leboeuf
- Chimène (Fontainebleau, 1783)
- Dardanus (Parijs, 1784),
- Oedipe à Colone (Versailles, 1786)

- Bibsys: 2072290
- Biblioteca Nacional de España: XX1103639
- Bibliothèque nationale de France: cb147855783 (data)
- CiNii: DA08493910
- Gemeinsame Normdatei: 118793985
- International Standard Name Identifier: 0000 0001 0800 2324
- Library of Congress Control Number: n83071560
- Nationale Bibliotheek van Letland: 000175467
- MusicBrainz: 4f0072a6-835d-4108-8543-e3711daa4dd9
- Nationale Bibliotheek van Tsjechië: xx0059271
- Nationale Bibliotheek van Israël: 987007267418105171
- Nederlandse Thesaurus van Auteursnamen: 097199702
- Istituto Centrale per il Catalogo Unico: MUSV057693
- LIBRIS: 213173
- SNAC: w63t9hk8
- Système universitaire de documentation: 080602177
- Trove: 1180747
- Virtual International Authority File: 51953343
- WorldCat: E39PBJyRDBBBtDmDRYYXmpyjmd